# Idalima vindex
Idalima vindex är en fjärilsart som beskrevs av Butler 1884. Idalima vindex ingår i släktet Idalima och familjen nattflyn. Inga underarter finns listade i Catalogue of Life.